# Si Mahdjoub (distrito)
Si Mahdjoub é um distrito localizado na província de Médéa, Argélia, e cuja capital é a cidade de mesmo nome. A população total do distrito era de 13 596 habitantes, em 2008.[carece de fontes?]

## Comunas
O distrito está dividido em três comunas:
- Si Mahdjoub
- Ouled Bouachra
- Bouaichoune